# 이수정 (언론인)
이수정(1981년)은 대한민국의 KBS 기자, 앵커이다.
(제목처럼 이수정으로 잘못 표기되는 경우가 있다.)

## 진행

### TV
| 연도 | 방송사 | 제목                   | 담당 | 비고 |
| ---- | ------ | ---------------------- | ---- | ---- |
| 2010 | KBS2   | KBS 뉴스타임 (1500)    | 진행 |      |
| 2010 | KBS2   | KBS 뉴스타임 (1800)    | 진행 |      |
| 2010 | KBS2   | 생생정보통 오늘의 뉴스 | 진행 |      |
| 2010 | KBS2   | KBS 뉴스타임 (2150)    | 진행 |      |
| 2018 | KBS1   | KBS 뉴스 12            | 진행 |      |